# Furlings
De Furlings zijn een fictief volk in de televisieserie Stargate SG-1. Er is weinig over hen bekend, behalve het feit dat ze samen met de Asgard, de Nox en de Ancients onderdeel uitmaakten van het bondgenootschap van de vier grote rassen. Er was ooit een alliantie tussen de vier machtige rassen uit het universum. Zo nu en dan wordt er technologie gevonden die wordt toegeschreven aan de Furlings. In de aflevering "The Torment of Tantalus" zijn er handschriften gevonden van de Furlings. Overigens werden deze aangetroffen naast die van de andere drie rassen. Opgemerkt moet worden dat de geschriften van de Ancients en de Asgard duidelijk aan hen worden toegeschreven.
Ook is wel geopperd dat de Furlings, net als de Nox, een pacifistisch ras zijn. In tegenstelling tot de Ouden (Ancients) en de Asgards, grijpen zij sneller naar militaire middelen, alhoewel ze hier niet van houden. Dat ze pacifist zijn wordt duidelijk in Paradise Lost waar ze een utopische samenleving hebben gecreëerd waar geen wapens of technologie aan te pas komt. Deze kolonie is door een Goa'uld vernietigd. Deze Goa'uld smokkelde plantenzaden naar binnen die een chemisch goedje produceerde waarvan de bewoners paranoïde werden en elkaar vermoordden. De Goa'uld in kwestie verloor hierbij ook het leven.
Harry Maybourne, die ontdekte hoe je deze geheime kolonie kon vinden, beschreef het als volgt:
"A long time ago, some people from an advanced alien society, well they chucked it all and they formed this small, isolated Utopian community. They sent out representatives to meet and evaluate people from all over the galaxy and offer them a chance to join them. The scroll and the stone were the invitation."
Onbekend is of de later gevonden overblijfselen zijn toe te schrijven aan de Furlings. Ze kunnen namelijk ook van mensachtigen zijn die daar een eigen samenleving hebben gecreëerd.
Jack O'Neill concludeerde dat de Furlings schattige wezentjes moeten zijn geweest met een zeer hoog aaibaarheids gehalte gezien hun naam. Waarschijnlijk zijn ze verwant aan de Ewok. Dit is geopperd door de man die in de aflevering "Citizen Joe" de herinneringen van O’Neill heeft. Men vermoedt dat de Furlings zeer machtig en ontwikkeld waren. Hun bouwwerken hebben iets weg van de bouwstijl van Mayas en de Azteken.